# Afrithelphusa afzelii
Afrithelphusa afzelii é uma espécie de crustáceo da família Potamonautidae.
É endémica da Serra Leoa.